# Louis Ganderax
Charles Étienne Louis Ganderax (25 février 1855 à Paris - 16 janvier 1940 à Paris 16e) est un journaliste et critique de théâtre, il fut codirecteur littéraire de la Revue de Paris avec Henri Meilhac, de l'Académie française.

## Biographie
Élève de l'École normale supérieure (1873), agrégé des lettres (1876), il collabore au Parlement, au Figaro, à la Revue bleue.
Il a accueilli en 1910 dans La Revue de Paris la nouvelle de Michel Verne sous le nom de Jules Verne L'Éternel Adam.
Ganderax est également resté comme le conseiller privé de René Boylesve et critique personnel et très sévère de ses premiers textes, dont il orientera définitivement le style, le ton et l’écriture, décidant Boylesve à abandonner Les Bonnets de dentelle, version primitive de sa biographie d’enfance romancée, pour La Becquée, qui en est la réécriture intégrale très sobre.

## Distinctions
- Officier de la Légion d'honneur (1907).

## Œuvres
- « Les petits souliers : conte de Noël », Revue des Deux Mondes, 1892, no 109, p. 186-194.
- Miss Fanfare, pièce en trois actes (avec Émile Krantz), Calmann-Lévy, 1881.
- Pepa, comédie en 3 actes (avec Henri Meilhac), créée à la Comédie-Française le 31 octobre 1888

Préface
- Georges Bizet, Lettres... Impressions de Rome, 1857-1860. La Commune, 1871.